# 阿谢尔霍沃农村居民点
阿谢尔霍沃农村居民点（俄语：Асерховское сельское поселение）是俄罗斯联邦弗拉基米尔州索宾卡区所属的一个农村居民点。其下辖有31个居民点，行政中心为阿谢尔霍沃。据2016年统计，该农村居民点的人口为1302人。